# 奥勒·谢尔格伦
奥勒·谢尔格伦（瑞典語：Olle Källgren，1907年9月7日—1983年4月13日），瑞典男子足球运动员，司职后卫，1933年完成国家队首秀。他曾代表瑞典国家队参加1938年国际足联世界杯，结果队伍获得第四名。